# Ноктюрн (фільм, 2020)
«Ноктюрн» — американський фільм жахів про надприродне 2020 року, сценарист і режисер Зу Квірке. У фільмі зіграли Сідні Суїні, Медісон Айзман, Жак Колімон і Іван Шоу. Джейсон Блум виступає продюсером під його прапором Blumhouse Television.
Він був випущений 13 жовтня 2020 року Amazon Studios як четверта частина антологічної серії фільмів Ласкаво просимо до Блюмхауса.

## Сюжет
Дівчинка грає на скрипці, поки її не б'є дідусь, і вона стрибає з балкона.
Джульєтта та Вівіан Лоу — сестри-близнючки, які навчаються на останньому курсі Академії Ліндберга, престижної школи-інтернату для сценічних мистецтв. Обидві сестри — класичні піаністки; однак Вівіан, вундеркінд, уже прийняли до Джульярда, тоді як Джульєтта, затьмарена своєю сестрою, вирішила взяти рік перерви.
Інша студентка, Мойра, покінчує життя самогубством. Співробітники оголошують, що Мойра буде замінена на виставці старших класів і будуть проведені прослуховування, щоб побачити, хто зіграє замість неї. Джульєтта знаходить теоретичний зошит Мойри, який впав з полиці. Обидві сестри вирішують піти на прослуховування, але в останню хвилину Джульєтта вирішує прослухати той самий твір, що й Вівіан, фортепіанний концерт № 2. Закінчивши вправлятися, Джульєтт чує скрипкову музику з кімнати Мойри, яка припиняється, щойно вона входить, і знаходить символ сонця, вигравіруваний на стіні за шторою, який збігається з тим, що на зошиті. Вона вирішує зіграти п’єсу без назви із зошита, але її перериває доктор Каск, який повідомляє назву п’єси, «Трель диявола» Джузеппе Тартіні, і сперечається з тим, що вона не сказала Вівіан, що вона змінила твір на прослуховуванні. Під час прослуховування вона потрапляє у сон і бачить себе біля вітрини, де отримують троянди, і прокидається, усвідомлюючи, що знепритомніла під час прослуховування. Її стосунки з Вівіан натягнуті, і в класі, дивлячись на перше зображення зошита, вона помічає три кульки в руці, що відповідають таблеткам, які вона взяла. Вона розчавлена, коли дізнається, що Вівіан отримала вітрину.
Джульєтта сперечається зі своїм наставником Роджером, звинувачуючи його в недооцінці її. У результаті бійки Роджер дав їй ляпаса та був відсторонений. Джульєтта користується нагодою, щоб бути призначеною до престижного доктора Кеска, який також є наставником її сестри, і пізніше знаходить закривавлені тампони на її полиці. Вона стикається з Вівіан, остання лише каже їй, що тепер вони «рівні». Коли доктор Кеск запитує її про причину зміни фігури, Джульєтт зізнається, що лише хотіла перемогти Вівіан, після чого доктор Кеск каже, що вона не поступається Вівіан у техніці, але їй бракує пристрасті.
Джульєт запрошена, і вона йде на таємну вечірку для старших, де вона випадково чує, як Вівіан говорить комусь, що «закінчила їх трахати». Джульєтт фліртує з хлопцем Вівіан Максом і розповідає йому про блокнот Мойри. Вівіан ловить їх, і вони сваряться, змушуючи Джульєтт тікати. Її зупиняє сліпуче світло, схоже на те, що видно на блокноті Мойри. Світло зупиняє Джульєт, але Вівіан, яка цього не бачить, біжить за нею, падаючи зі скелі. Наступного дня Джульєтт прокидається на своєму столі з кількома сторінками, на яких постійно написане ім’я Вівіан, і помічає, що третя сторінка збігається з падінням Віві, а друга з Роджером. Джульєтт дізнається, що Вівіан пошкодила руку в двох місцях і ця травма може назавжди зруйнувати її кар'єру; Джульєтт пропонують роль Вівіан у демонстрації та погоджуються, а Вівіан відсторонено. Джульєтт йде поговорити з Вівіан, але її звинувачують у тому, що вона навмисно дозволила їй впасти. Джульєтт шукає в Інтернеті інформацію про самогубство Мойри та дізнається, що її мати впала з підйомника та впала в кому, а її батько спалив їхній будинок і себе.
Джульєтт розмовляє з Максом про Мойру та її блокнот і переконує Макса, що Вівіан зрадила йому і після того, як вони розлучилися, займається з ним сексом. Увечері свого дня народження Джульєтт запрошує доктора Кеска на вечерю в день народження до себе та Вівіан. Під час вечері схвильована Вівіан кидає пиріг у доктора Кеска й кидається геть. Оскільки її батько п'яний, Джульєтт змушений відвезти назад доктор Кеск. У себе вдома він намагається підбадьорити її на наступний день, і Джульєтта цілує його. Після того, як він відкидає її, вона розповідає, що дізналася, що він мав роман із Вівіан, і спалює його престижний трофей. Джульєтта розуміє, що попередні події збіглися з малюнками, знайденими в блокноті Мойри. Вона не впевнена, що буде далі, оскільки останню сторінку виривають. Вона впадає в транс і за допомогою автоматичного письма створює ілюстрацію, яка вимагає жертв, і в паніці спалює весь блокнот.
Перед демонстрацією Вівіан стикається з Джульєтт через її саботаж і каже їй, що вона завжди буде посередньою. Джульєтт страждає від паніки на сцені та біжить зі сцени на дах залу. Вона починає стрибати, але у неї виникає галюцинація, коли вона перебуває в залі та закінчила грати, отримавши овації та схвалення своєї сестри.
Пізніше з’ясовується, що Джульєтт стрибнула на смерть, але її тіло не помітили зайняті студенти кампусу.

## Актори
- Сідні Суїні в ролі Джульєт Лоу
- Медісон Айсмен у ролі Вівіан Лоу
- Жак Колімон — Макс
- Іван Шоу — доктор Генрі Кеск
- Джулі Бенц — Кессі Лоу
- Родні То в ролі Вілкінса
- Джонелл Кеннеді в ролі Гордона
- Брендон Кінер в ролі Девіда

## Виробництво
У вересні 2019 року було оголошено, що Сідні Суїні, Медісон Айземан, Жак Колімон і Іван Шоу приєдналися до акторського складу фільму, а Зу Квірке написала сценарій і режисуру свого режисерського дебюту. Джейсон Блум виступатиме продюсером під його прапором Blumhouse Television, а дистрибуцією займатиметься Amazon Studios. Того ж місяця розпочалися основні зйомки.
У жовтні 2020 року було оголошено решту акторського складу, включаючи Джулі Бенц, Брендона Кінера, Джонелл Кеннеді та інших.

## Рецепція
На агрегаторі рецензій Rotten Tomatoes рейтинг схвалення фільму становить 62% на основі 58 рецензій із середньою оцінкою 6.2/10. Консенсус критиків веб-сайту звучить так: «Теми Nocturne ' що спонукають до роздумів, виявляються в протиріччі з його жанровими інгредієнтами, що призводить до м’якої суміші, яка не є достатньо м’якою». Metacritic має середньозважену оцінку 58 зі 100 на основі 11 критиків, що означає «змішані або середні відгуки».
Джордан Мінцер з The Hollywood Reporter назвав фільм «Досить знайомою мелодією», а Райан Латтанціо з IndieWire написав, що «[Сідні] Суїні виконує обіцянку своєї ролі в «Ейфорії», але заслуговує кращого, ніж цей «Чорний». "Лебідь" - легка історія, яка скоріше напівфабрикат, ніж шанування".